# Youssoupha Fall
Pour les articles homonymes, voir Fall.
Youssoupha Fall, né le 12 janvier 1995 à Dakar au Sénégal, est un joueur franco-sénégalais de basket-ball. Il évolue au poste de pivot.

## Biographie

### Formation et premier sacre avec Le Mans (2013-2018)
Fall est formé dans un premier temps à la Seeds Academy du Sénégal avant de rejoindre en 2013 le centre de formation du Mans, en France.
En 2015, il est nommé dans le cinq majeur idéal du championnat espoirs.
Il joue son premier match en première division française lors de la saison 2015-2016.
Lors de la saison 2016-2017, il est prêté par Le Mans au club de Poitiers qui évolue en seconde division.
À la fin de la saison 2017-2018, il est champion de France avec Le Mans.

### Strasbourg IG (2018-2019)
Le 5 juillet 2018, il active sa clause de sortie. Le 17 juillet 2018, il signe un contrat de quatre ans au Saski Baskonia en Espagne,. Il est peu après prêté à un autre club français : la SIG Strasbourg. Le 26 septembre 2018, lors de la 3e journée du championnat contre l'ESSM Le Portel, il se blesse au genou après deux minutes de jeu.

### Saski Baskonia (2019-2021)
Après son passage à Strasbourg, Fall retourne au Saski Baskonia.

### ASVEL (2021-2024)
En août 2021, Fall rejoint l'ASVEL Lyon-Villeurbanne,.
Le 19 juillet 2022, Fall signe une prolongation de contrat de deux saisons avec l'ASVEL.

### FC Barcelone (depuis 2024)
En juillet 2024, Youssoupha Fall s'engage pour une saison avec le FC Barcelone.

### Sélection nationale
En 2012, il participe au Championnat d’Afrique des 18 ans et moins à Maputo en Mozambique et remporte la médaille d'or du tournoi.
En mars 2017, Fall obtient la nationalité française et est choisi dans Team France, un groupe de joueurs qui peut intégrer l'équipe de France.
En juillet 2018, le président de la fédération sénégalaise annonce que la FIBA a rejetté la demande de naturalisation sportive de Fall, demande qui avait pour objectif de permettre à Fall de jouer pour l'équipe de France. La demande est rejettée car Fall a déjà joué pour l'équipe du Sénégal au championnat d'Afrique des 18 ans et moins.

## Palmarès
- Vainqueur de l'Afrobasket U18 en 2012
- Vainqueur de la Coupe de France 2016
- Champion de France en 2017-2018 et 2021-2022
- Vainqueur de la Leaders Cup 2019
- Sélectionné au All-Star Game LNB en 2017 et 2018
- Meilleur Top 5 du championnat de France 2018-2019
- Champion d'Espagne Liga ACB 2019-2020
- Vainqueur de la Leaders Cup 2023 avec l'ASVEL Lyon-Villeurbanne